# Bisaltes buquetii
Bisaltes buquetii là một loài bọ cánh cứng trong họ Cerambycidae.